# 221B Baker Street (jeu vidéo)
Pour les articles homonymes, voir 221B Baker Street et Baker Street (homonymie).
 (octobre 2019).
Si vous disposez d'ouvrages ou d'articles de référence ou si vous connaissez des sites web de qualité traitant du thème abordé ici, merci de compléter l'article en donnant les références utiles à sa vérifiabilité et en les liant à la section « Notes et références ».
221B Baker Street est un jeu vidéo de réflexion et d'investigation édité par Datasoft en 1986, puis porté sur d'autres supports en 1987. Le jeu est sorti sur Apple II, Atari 8-bit, Atari ST, Commodore 64 et DOS. Il s'agit d'une adaptation d'un jeu de société de plateau portant le même nom, sorti en 1986, et semblable en de nombreux points au Cluedo. Le jeu se déroule à Londres dans l'univers de Sherlock Holmes. Le jeu n'est sorti qu'en anglais.

## Système de jeu
De 2 à 4 joueurs peuvent jouer ensemble (sur le même ordinateur). Chaque joueur choisit un personnage parmi Sherlock Holmes, le Docteur Watson, Irène Adler, et l'Inspecteur Lestrade, et doit sélectionner un des trente sujets d'enquête disponibles dans le jeu. Tous les joueurs doivent alors lire le dossier de l'enquête choisie dans le manuel du jeu. Le dossier présente les éléments de l'affaire, mentionne les personnes impliquées, et explique ce que les joueurs devront résoudre pour gagner la partie. Toutes les enquêtes se passent à Londres. Le déroulement du jeu est comparable au Cluedo : les joueurs se déplacent sur un plateau (virtuel) découpé en de nombreuses petites cases, selon le résultat des dés tirés automatiquement par l'ordinateur. On peut entrer dans 15 lieux différents (magasins, banque, …) pour y mener des recherches et interroger des témoins. Les joueurs trouveront un indice dans chaque lieux, mais certains ne seront là que pour brouiller les pistes. Si un joueur pense avoir trouvé quelque part un indice crucial, il peut verrouiller le lieu en question grâce à un badge qu'il doit retirer à Scotland Yard préalablement. Chacun des autres joueurs, pour pouvoir accéder de nouveau au lieu verrouillé, devront aller chez le serrurier, perdant ainsi du temps. Quand un joueur pense avoir découvert la vérité, il se rend au 221B Baker Street et doit répondre correctement à une série de questions. S'il répond juste à toutes les questions, il a gagné la partie. S'il commet une erreur, il est éliminé, tandis que les joueurs restant continuent leurs investigations.